# Wurmbea calcicola
Wurmbea calcicola är en tidlöseväxtart som beskrevs av Terry Desmond Macfarlane. Wurmbea calcicola ingår i släktet Wurmbea och familjen tidlöseväxter. Inga underarter finns listade i Catalogue of Life.